# Свято-Преображенська церква (Маринин)
Свято-Преображенська церква — чинна дерев'яна церква, пам'ятка архітектури національного значення, у селі Маринин. Парафія належить до Української Православної Церкви Московського Патріархату.

## Розташування
Церква розташована на узвишші в історичній частині села на тлі надслучанських ландшафтів з мальовничими пагорбами та долинами.

## Історія
Церква та дзвіниця споруджені на кошти прихожан. У 1857 році церква ремонтувалася, в 1881 році вперше пофарбована.

## Архітектура
Церква дерев'яна тризрубна, триверха з рівновисокими зрубами. Центральний найширший зруб та бабинець мають прямокутний план, вівтарний зруб – план шестигранника. Нава має невисоку надбудову у вигляді восьмигранного нерівнобічного барабана, завершеного грушоподібною банею без залому, з декоративним ліхтарем. Схожі, однак дещо менші бані завершують глухі барабани над бабинцем і абсидою.
Внутрішній простір усіх трьох бань перекритий зрубними склепіннями. Ззовні та зсередини на бічних стінах нави біля вікон змонтовані вертикальні бруси-стяжки з метою стабілізації стінової конструкції. Унікальність церкви полягає також в тому, що це чи не єдиний відомий приклад на території Рівненської області, де зовнішня поверхня не має декоративної дощатої обшивки. До північної стіни абсиди прибудовані ризниця та технічне приміщення для опалення, а до головного входу – притвор.
Навпроти головного входу до церкви на відстані лише декількох метрів знаходиться  невисока триярусна дзвіниця по типу «восьмерик на двох четвериках». Дах дзвіниці – восьмигранний намет з невеликою маківкою нагорі. Базові кольори на 2006 р. – блакитний двох відтінків, жерстяна покрівля бань та дахів – сіра..

## Галерея

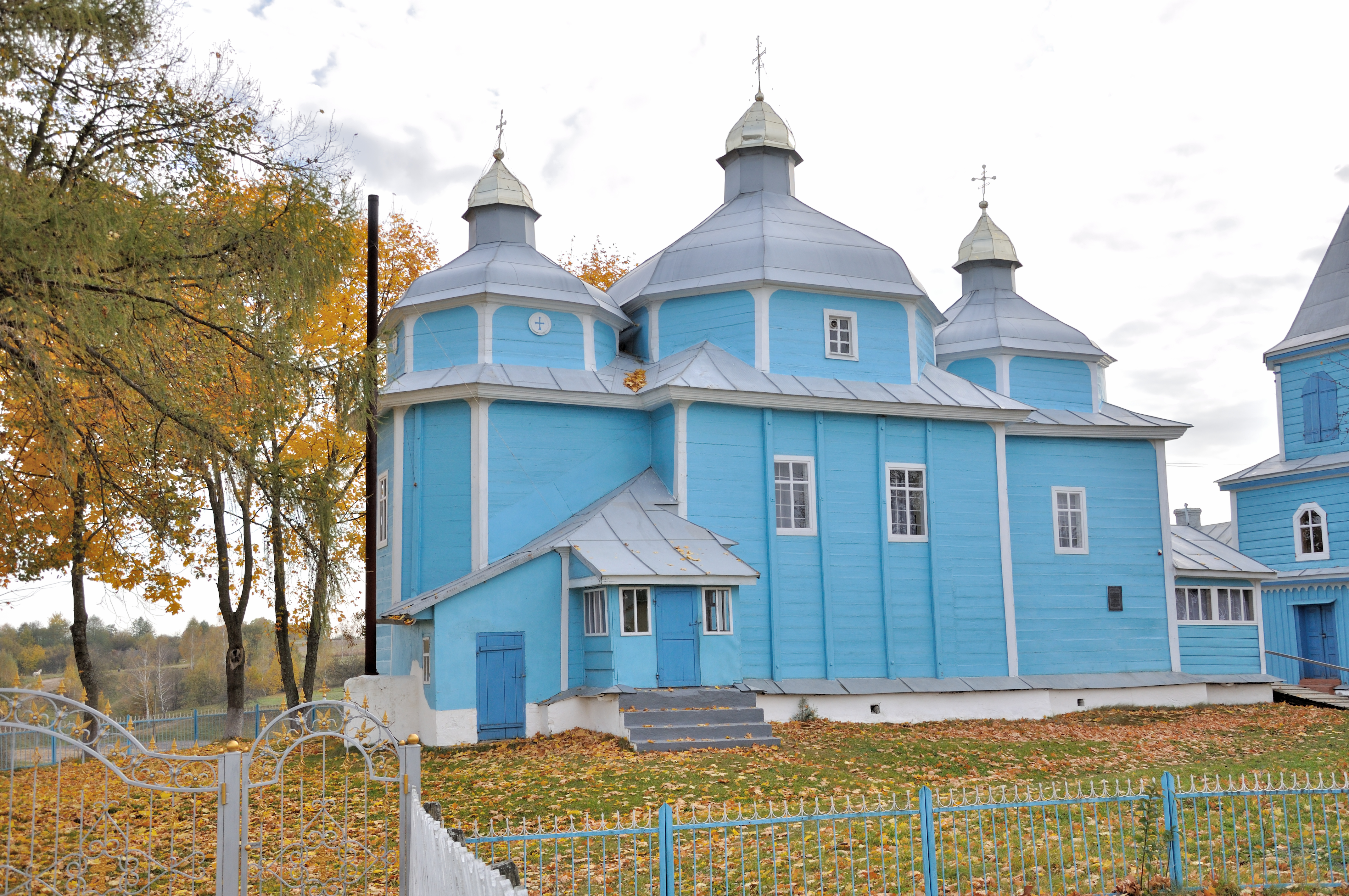
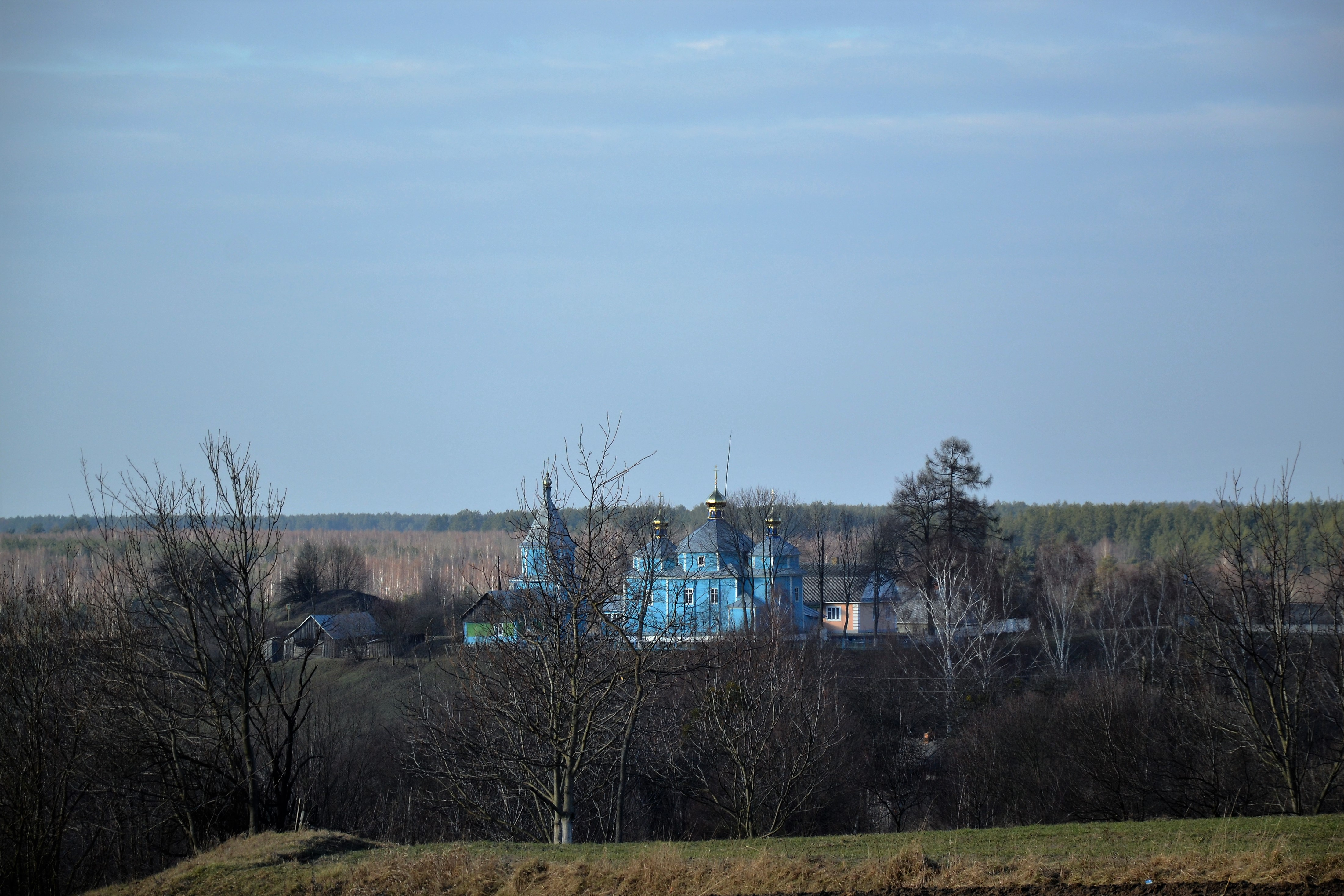
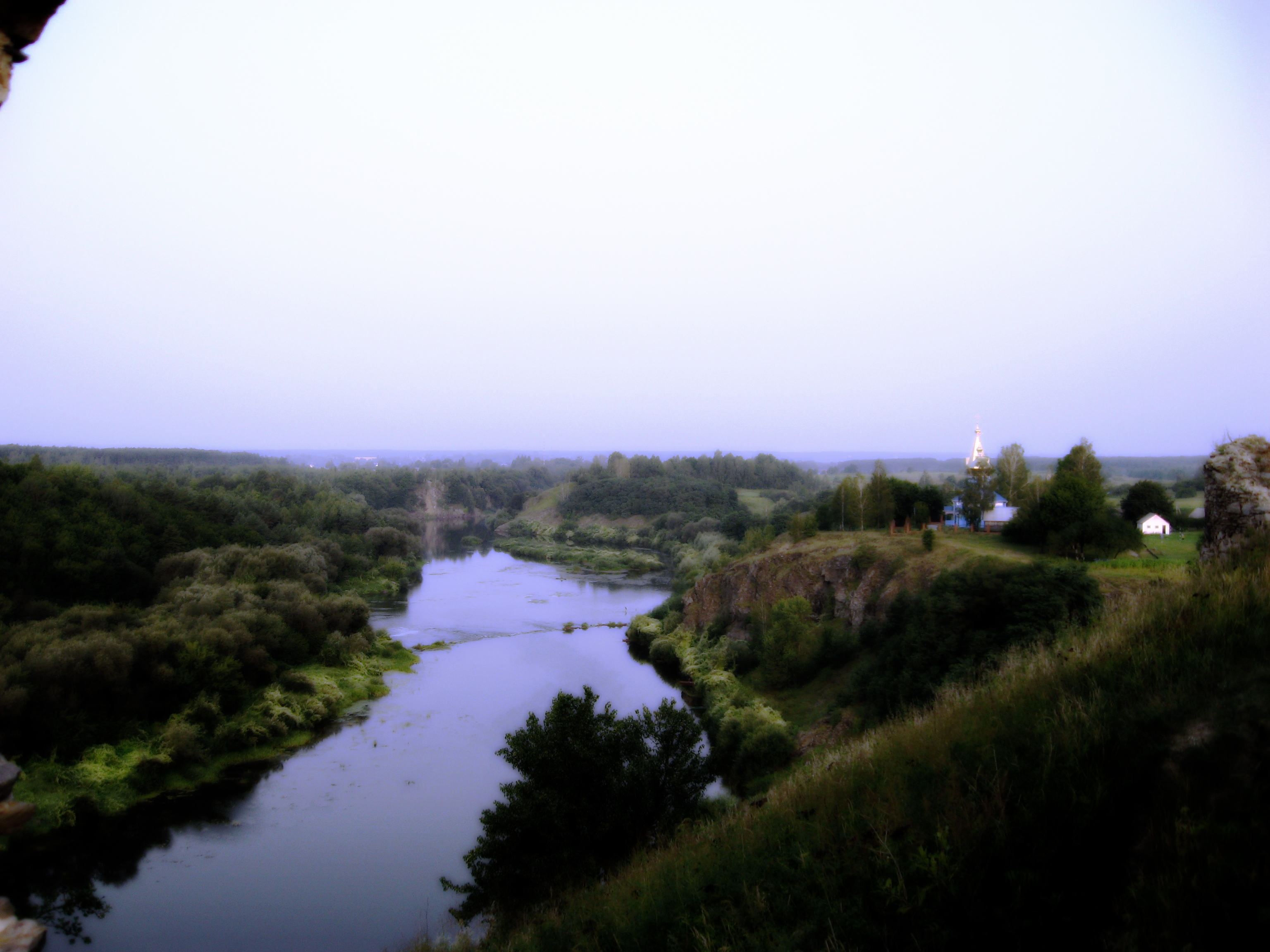
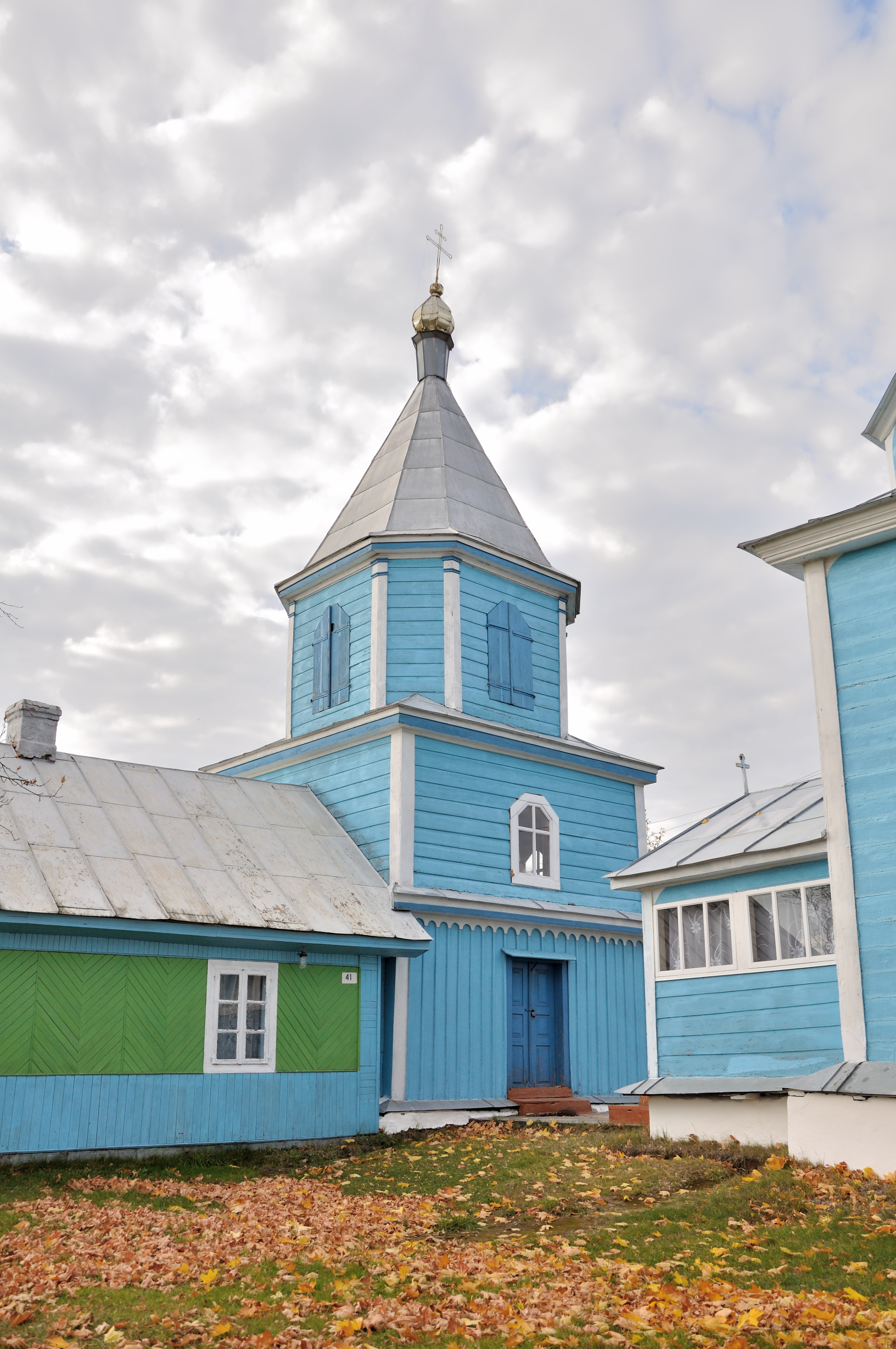

## Див.також
- Церква на Електронній карті спадщини дерев'яного церковного зодчества Рівненської області.
- Пам'ятки архітектури національного значення Рівненської області